# ناحیه کیس، میشیگان
ناحیه کیس (به انگلیسی: Case Township) یک منطقهٔ مسکونی در ایالات متحده آمریکا است که در Presque Isle County واقع شده‌است.
 ناحیه کیس ۱۷۶٫۸ کیلومتر مربع مساحت و ۹۴۲ نفر جمعیت دارد و ۲۵۷ متر بالاتر از سطح دریا واقع شده‌است.